# Джихад за любовь
«Джихад за любовь» (англ. A Jihad for Love) — документальный фильм режиссёра Парвеза Шармы об отношении ислама к гомосексуальности. Премьера картины состоялась на Международном кинофестивале в Торонто в сентябре 2007 года.

## Сюжет
Фильм исследует жизнь и положение представителей ЛГБТ в таких государствах, как Иран, Ирак, Пакистан, Турция, Египет, ЮАР, Саудовская Аравия, Бангладеш, Индия. Герои фильма — религиозные мусульмане. Они рассказывают истории, когда за отношение с однополыми партнёрами гомосексуальные мужчины были исключены из общины и подвергались расправе. Герои фильма пытаются развивать своё собственное отношение к Богу и религии в контексте своей ориентации. Некоторые из них отказываются от гомосексуальных отношений и пытаются жить с партнёрами противоположного пола. Другие являются приверженцами суфийского течения ислама или приводят собственные интерпретации отрывка из Корана, в котором идёт речь о гомосексуальности (история Лута).

## В ролях
| Актёр           | Роль               |
| --------------- | ------------------ |
| Мухсин Хендрикс | играет самого себя |
| Мазен           | играет самого себя |
| Сана            | играет саму себя   |
| Мэриам          | играет саму себя   |

## Реакция и критика
После выхода картины на экраны Парвез Шарма получал по электронной почте многочисленные гневные письма, авторы которых писали, что этой работой режиссёр обрёк себя на муки ада; в более сдержанных по тону посланиях от кинематографиста требовали немедленно извиниться.